# 第39回主要国首脳会議
第39回主要国首脳会議（だい39かいしゅようこくしゅのうかいぎ、英語：39th G8 Summit）は、2013年にイギリスの北アイルランド・ロック・アーンにて開催された主要国首脳会議。別称はロック・アーン・サミット。

## 出席者

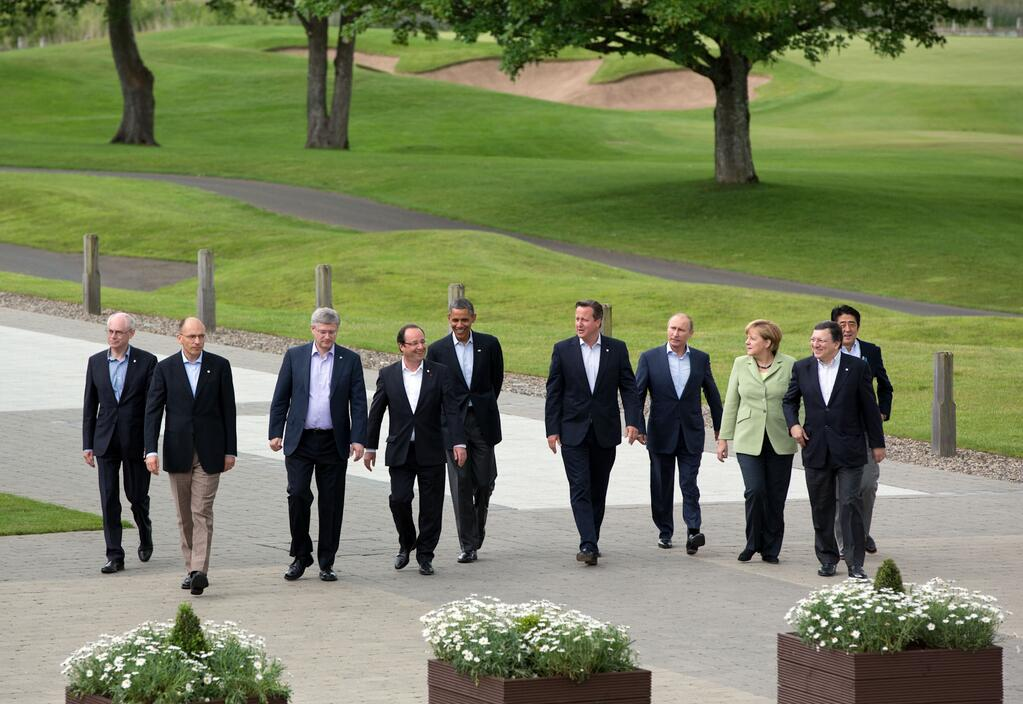
G8首脳（左から右）:ロンパイ欧州理事会議長、レッタ伊首相、ハーパー加首相、オランド仏大統領、オバマ米大統領、キャメロン英首相、プーチン露大統領、メルケル独首相、バローゾ欧州委員会委員長、安倍首相

- デーヴィッド・キャメロン（議長・イギリス首相）
- フランソワ・オランド（フランス共和国大統領）
- バラク・オバマ（アメリカ合衆国大統領）
- アンゲラ・メルケル（ドイツ連邦首相）
- 安倍晋三（日本国内閣総理大臣）
- エンリコ・レッタ（イタリア閣僚評議会議長）
- スティーヴン・ハーパー（カナダ首相）
- ウラジーミル・プーチン（ロシア大統領）
- ヘルマン・ファン・ロンパイ（欧州理事会議長）
- ジョゼ・マヌエル・ドゥラン・バローゾ（欧州委員会委員長）

### 招待指導者
- エンダ・ケニー（アイルランド首相）

## 日程
- 2013年6月17日 - 6月18日